# Actor (fils d'Azée)
Pour les articles homonymes, voir Actor.
Dans la mythologie grecque, Actor (en grec ancien Ἄκτωρ / Aktôr), est un fils d’Azéos. Il est roi d’Orchomène, capitale des Minyens, et est le père d’Astyoché qui fut séduite par Arès. Homère le mentionne dans le catalogue des chefs grecs de la guerre de Troie au livre II de l’Iliade : les guerriers minyens d'Orchomène sont conduits par Ascalaphe et Ialmène, lesquels sont fils du dieu Arès ; en effet, « Astyoché les a, au palais d'Actor l'Azéide, enfantés à Arès le Fort. La noble vierge était montée à l'étage, et Arès vint, furtif, s'étendre à ses côtés. » Pausanias confirme cette tradition : « La couronne d'Orchomène passa à Ascalaphe et à lalmène, qu'on disait fils d’Arès et d'Astyoché, fille d'Actor, fils d'Azéos, fils de Clyménos ; les Minyens marchèrent sous leurs ordres au siège de Troie. »
Le nom d'Actor, qui signifie « le Meneur », « le Conducteur », est porté par de nombreux héros grecs.